# Mitoc (okręg Vaslui)
Mitoc – wieś w Rumunii, w okręgu Vaslui, w gminie Banca. W 2011 roku liczyła 358 mieszkańców.